# 中国人民解放军陆军合成第九十二旅
合成第九十二旅（英語：92nd Combined Arms Brigade），又称“尖刀劲旅”，是中国人民解放军陆军第七十三集团军下辖的一个轻型合成旅，驻地福建省泉州市。

## 历史概述
该旅最早编制可追溯至1947年8月成立的华东野战军第十三纵队第三十八师，历经改革后为现有编制。被认为是解放军一支成立较晚，但基础不错的部队。

## 沿革
参考资料：
| 部隊番號                 | 使用時期             |
| ------------------------ | -------------------- |
| 华东野战军第三十八师     | 1947年8月-1949年2月  |
| 中国人民解放军第九十二师 | 1949年2月-1960年1月  |
| 陆军第九十二师           | 1960年1月-1985年9月  |
| 步兵第九十二师           | 1985年9月-1998年11月 |
| 摩托化步兵第九十二旅     | 1998年11月-2017年4月 |
| 合成第九十二旅           | 2017年4月至今        |

## 荣誉
- 左权独立营：原南京军区第三十六师第一〇八团第三营，现为本旅合成第四营